# صالح خلیفه
صالح خلیفه (انگلیسی: Saleh Khalifa Al-Dosari؛ زادهٔ ۲ مهٔ ۱۹۵۴) بازیکن فوتبال اهل عربستان سعودی بود.
از باشگاه‌هایی که در آن بازی کرده‌است می‌توان به باشگاه فوتبال الاتفاق عربستان سعودی اشاره کرد.
وی همچنین در تیم ملی فوتبال عربستان سعودی بازی کرده‌است.